# Jezero Crater
Jezero Crater je kaldera nastala urušavanjem vulkana u samog sebe.

## Opis
U jezeru se nalaze dva mala otoka: Phantom ship i otok Wizard.